# Joseph Bradford Carr
Pour les articles homonymes, voir Carr.
Joseph Bradford Carr (né le 16 août 1828 à Albany, État de New York, et décédé le 24 février 1895 à Troy, État de New York) est un major général de l'Union. Il est enterré à Troy, État de New York.

## Avant la guerre
Joseph Bradford Carr est le fils d'immigrant irlandais. Il travaille dans l'industrie du tabac avant le début de la guerre. Il est colonel au sein de la milice de New York.

## Guerre de Sécession
Joseph Bradford Carr est nommé colonel du 2nd New York Regiment le 14 mai 1861. Après l'incident de tir fratricide lors de la bataille de Big Bethel, le brigadier général Ebenezer W. Peirce positionne le 2nd New York Infantry à New Market Bridge pour assurer l'arrière garde des forces de l'Union.
Il participe à la campagne de la Péninsule sous les ordres du général George McClellan. Il est commande alors une brigade dans la division de Joseph Hooker dans le III corps. Son action lors de la bataille de Malvern Hill. Il participe à la seconde bataille de Bull Run. Lors de cette bataille, le général Hooker envoie le brigade commandée par Carr en première ligne contre les positions confédérées positionnées au sud de Railroad Cut. La brigade subit 393 pertes mais ne parvient pas à déloger les confédérées. Cependant, Joseph B. Carr a démontré qu'il était un combattant tenace bien que Hooker ne le mentionne pas dans son rapport.
Il est nommé brigadier général des volontaires le 7 septembre 1862. Il succède au général Cuvier Grover, transféré dans le département du golfe, à la tête. Il participe à la bataille de Fredericksburg mais sa brigade ne participe que légèrement aux combats,. Il commande brièvement la division du général Hiram Gregory Berry à la bataille de Chancellorsville après que ce dernier ait été mortellement blessé. Joseph B. Carr est bien placé dans la liste des soldats « spécialement mentionnée » écrite par la général Daniel Sickles à l'issue de la bataille. 

### Gettysburg
Lors de la bataille de Gettysburg, il commande deux divisions du III corps. Ses troupes subissent les plus durs combats du deuxième jours de la bataille. Après une marche de nuit, il positionne ses troupes au sud de Cemetery Ridge. Le général Sickles fait avancé le corps dans son ensemble pour se placer sur les hauteurs de Emmitsburg Road. Le brigade de Carr est placée alors à la droite de la division du général Humphreys. À 17 heures 30, la division subit l'assaut confédéré. Dans un premier temps, il ne réalise pas qu'il est sous le feu ennemi et fait cesser le feu. Le 11th New Jersey Infantry est ensuite placé sur l'arrière gauche. C'est alors que les brigades conférées du général Calmus Wilcox et du colonel David Lang arrivent au contact des troupes de Carr. Ses hommes tiennent bon. Après la blessure du général Sickles,il prend les responsabilités du général Humphreys et assure le repli en bon ordre. Son cheval est tué alors qu'il le monte. Blessé, il reste à son poste et tient ses positions. Il perd 790 hommes, attestant du cauchemar subi par la division pendant l'attaque confédérée et le repli. Le général Humphreys écrit de lui qu'il « possède un courage calme, une détermination et une aptitude au commandement ».
Après avec recouvré de ses blessures, il prend le commandement d'un division après la promotion du général Humhreys.
Sa nomination expire le 30 mars 1863 faute d'une confirmation du sénat. Il est de nouveau nommé brigadier général des volontaires le 30 mars 1863. Néanmoins, le sénat refuse de validé sa nomination initiale et, en conséquence, Joseph B. Carr perd le bénéfice de l'ancienneté. Il commande la 3rd division du III corps.
Il participe à la campagne de Bristoe et à la campagne de Mine Run. En mai 1864, le général Ulysse S. Grant affecte Joseph B. Carr sous les ordres du général Butler dans l'armée du James. Il commande alors une division de soldats noirs au sein du XVIII corps,. En décembre 1864, il contracte une inflammation des yeux résultant d'une exposition au froid au fort Pocahontas en Virginie.
Lors de la campagne d'Appomattox, il commande une garnison. Il est breveté major général des volontaires le 30 mars 1865 pour bravoure et service méritoire durant la guerre.

## Après la guerre
Joseph Bradford Carr quitte le service actif des volontaires le 24 août 1865. Néanmoins, il reste actif dans la milice de l'État de New York. Il devient alors industriel. Il s'engage en politique sous les couleurs du parti républicain. Il est secrétaire d'État de l'État de New York entre 1879 et 1885. En 1879, il perd l'usage de son œil gauche et sa vision de l'autre œil se dégrade fortement.
En 1889, un cancer se déclare au niveau de la mâchoire. Il meurt des suites de son cancer 6 ans plus tard.